# Schnadegang
Der Schnadegang, mitunter auch Schnadezug, Schnatgang, Schnadgang oder Flurumgang, in Hessen auch Grenzgang oder Grenzegang und im Osten Österreichs (Niederösterreich, Burgenland) Hottergang genannt, ist in zahlreichen Gemeinden, vor allem in Westfalen, Hessen, im Osten Österreichs sowie in der niedersächsischen Stadt Osnabrück (siehe Schnatgang Osnabrück) ein wiederbelebter alter oder seit Jahrhunderten bestehender Brauch der Grenzbegehung. „Schnade“, niederdeutsch auch „Snat“ oder „Schnaot“, ist verwandt mit „Schneise“ und bedeutet Grenze. „Hotter“ leitet sich von ungarisch határ ab und bedeutet ebenfalls Grenze. Ein ähnlicher Brauch ist der in der Nordwestschweiz bekannte Banntag.

## Geschichte
Zurückzuführen sind die Rundgänge auf Streitigkeiten der Orte wegen angeblicher oder tatsächlicher Grenzverschiebungen.
Früher dienten Waldschneisen, Bäche, Hecken oder Gräben als Grenzmarkierung. Bis zum 17. Jahrhundert dienten zur Markierung auch eigens gepflanzte Bäume, in die man mit der Axt ein Kreuz hineinschlug, dann ging man zur Verwendung von Grenzsteinen (Hutesteine) über. Diese bestehen häufig aus einem anderen Material als die Gesteine aus der Umgebung, damit man die Grenzsteine besser von den natürlichen Steinen unterscheiden kann.
Um die Korrektheit der Gemeindegrenze zu kontrollieren, die Grenzmarkierungen freizuschneiden und den neuen Bürgern die Kenntnis über den Verlauf der Grenzen zu vermitteln, fand anfangs eine amtliche Grenzbegehung statt, die dann alle ein oder zwei Jahre wiederholt wurde und mit der Zeit zu einem Volksfest mit teilweise bis zu mehreren 10.000 Besuchern wurde, so zum Beispiel in Asbeck (Münsterland), Bad Sassendorf, Biedenkopf, Brilon, Cappel, Buchenau (Lahn), Geseke, Herdecke, Dorfwelver, Ense, Goßfelden, Arnsberg, Neheim-Hüsten (Arnsberg), Medebach, Meschede, Moritzberg (Hildesheim), Salzkotten, Twiste, Rüthen, Warstein, Wetter, Wickede, Wollmar und seit neuester Zeit auch in Dodenau. In Neuenrade im märkischen Kreis ist ein Schnadegang von 1450 schriftlich überliefert.
Vielerorts wurde und wird der Schnadegang zum Anlass genommen, Neubürger der Stadt zu „poaläsen“. Dabei wird der zu „Poaläsende“ von einigen Schnadgängern („Schnadloipers“) angehoben und über einen Grenzstein gehalten. Dann lässt man sein Hinterteil („Ääs“) mehrmals leicht auf den Stein („Poal“) prallen. Damit soll dem Neubürger der Standort des Grenzsteins nachhaltig bewusst gemacht werden. Gepoaläste Gemeindemitglieder werden „Poalbürger“ (Alteingesessene) genannt. In einigen Städten werden hierbei festgelegte Sprüche oder Worte gerufen. Der Gepoaläste revanchiert sich für die Aufnahme in die Gemeinde mit einer Getränkespende am nächstgelegenen Rastplatz des Schnadegangs.

## Schnadegang

### Verbot in Preußen
Nach der Einführung des Grundsteuerkatasters wurden sie in einer Verfügung des preußischen Innenministeriums vom 6. Juli 1817 für nicht mehr notwendig erklärt.
Im „Amtsblatt der Königlichen Regierung zu Arnsberg“ vom 3. Februar 1841 wurde der Schnadegang schließlich verboten:
„Die an einigen Orten noch üblichen Grenz- und Schnadenzüge haben in der neueren Zeit, zur Verübung mehrerer grober Exzesse Veranlassung gegeben. Da derartige Züge in der jetzigen Zeit keinen Nutzen mehr gewähren, weil bei der vollendeten Katastrirung des Grund und Bodens eine Verdunklung der Grenzen nicht leicht möglich ist, eintretendenfalls aber ohne Theilnahme der einzelnen Gemeindeglieder von den Behörden gehoben werden kann, so werden diese bisher an einigen Orten noch übliche Grenzzüge, in Folge Bestimmung des Königlichen Ministerium des Innern und der Polizei ganz untersagt, und sämmtliche Ortsbehörden sowie die Königlichen Landrräthe unseres Bezirks hiedurch angewiesen, Niemanden zur Veranstaltung eines Grenzzuges, welcher die Begehung einer Jagd-, Gemarkungs- oder Gemeindegrenze durch die Gemeindeglieder oder sonstiger bei Feststellung der Grenzen nicht interessirter Personen zum Zweck hat, die Erlaubnis zu ertheilen.“
So geriet im preußischen Staat der Brauch des Schnadezuges vielerorts in Vergessenheit.

### Brilon

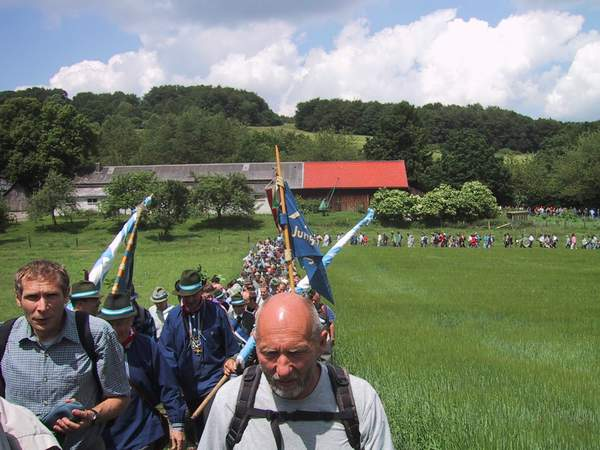
Schnadegang Brilon

In Brilon fand der erste Schnadegang am 24. Juni 1388 statt. Zwischenfälle beim Schnadegang von 1840 nahm die preußische Regierung zum Anlass, den Schnadegang zu verbieten. 1848 wurde der Schnadegang für die Stadt Brilon durch den preußischen König Friedrich Wilhelm IV. aus besonderer Gnade wieder gestattet.
Heute findet der Schnadegang alle zwei Jahre am Schützenfestwochenende statt. Dabei wird etwa ein Fünftel der Stadtgrenze abgeschritten. Jeweils mehrere Tausend Männer beteiligen sich am Schnadegang. Aus fast allen Erdteilen kehren die Briloner Männer in die Heimat zurück, um an der Schnad teilzunehmen. Frauen sind erst auf dem Lagerplatz zugelassen, wo ein zünftiges Waldfest stattfindet.
Der einzelne Schnadegang ist dabei stets in drei Abschnitte aufgeteilt:
- Der traditionelle Ausmarsch vom Marktplatz mit Wanderung bis zum Frühstücksplatz
- Wanderung vom Frühstücksplatz bis zum Lagerplatz
- Wanderung vom Lagerplatz mit Einmarsch in die Stadt und dreimaliges Umrunden des „Kumps“ auf dem Marktplatz

### Geseke
Der älteste Schnadgang Westfalens findet in Geseke statt. Schon 1326 werden Schnadbäume in der Stockheimer Bauerschaft erwähnt. Nach einigen Jahren Pause aufgrund eines Verbots durch die preußische Regierung (ähnlich wie in Brilon), wurde der Schnadgang 1864 durch den damaligen Bürgermeister Frettlöh wieder eingeführt. Seit 1925 führt der Verein für Heimatkunde Geseke e. V. diese Veranstaltung im Auftrag der Stadt Geseke durch. Jedes Jahr wird ein Viertel der Geseker Gemarkungsgrenze abgeschritten. In den letzten Jahren hat sich eine Teilnehmerzahl von 250 bis 400 je nach Wetterlage etabliert.
Der Schnadgang wird seit Jahrzehnten wie folgt durchgeführt:
- Um 11 Uhr am ersten Samstag im September verabschiedet der Bürgermeister die Teilnehmer am Alten Rathaus.
- Am ersten Schnadstein wird der amtierende König der St. Sebastianus Schützenbruderschaft von 1412 e. V. gepoaläst. Als Geseker Bürger antwortet er auf die Frage „wuste bölken?“ (= willst du etwas sagen?) mit „alles use!“ (alles unsers!), während Auswärtige mit „alles Geiseke!“ (= alles Geseke!) antworten.
- Zur ersten Rast begrüßten die Jagdhornbläser des Hegerings Geseke die Schnadgänger.
- Nach der zweiten Rast marschieren die Schnadgänger zum nächstgelegenen ehemaligen Stadttor, wo sie von Fahnenabordnungen der beiden Geseker Schützenvereine, der Stadtkapelle und dem Tambourkorps begrüßt und bis zum Marktplatz begleitet werden.

### Erwitte
Als die Einwohner von Westernkotten 1571 versuchten durch ein Gerichtsurteil Weiderecht in der Erwitter Feldflur zu erhalten, legte der Erwitter Gograf (= Richter) Protest ein. Alljährlich zog deshalb die ganze Gemeinde hinaus, um durch den Erwitter Schnadgang ihre Nutzungsansprüche öffentlich zu dokumentieren. Aus dem Jahr 1719 ist ein Protokoll eines zweitägigen Erwitter Schnadezugs erhalten, welches die Grenzbeschau ausführlich beschreibt. Im Jahr 1969 – genau 250 Jahre nach dem protokollierten Schnadgang von 1719 – fanden sich einige Erwitter zusammen, um dem alten Brauch erstmals seit Jahrzehnten wieder nachzukommen. In den Folgejahren schlossen sich immer mehr Interessierte an, weshalb der 1973 gegründete Heimatverein Erwitte e.V. fortan die Organisation der traditionellen Grenzbeschau übernahm. Mitte der 1970er Jahre erreichte der jährlich abgehaltene Schnadgang, durch die Teilnahme mehrerer hundert Schnadgänger, seinen Höhepunkt. Seit 1980 wird die Tradition des Schnadgangs nun im zweijährigen Rhythmus durchgeführt, wobei jedes Mal ein anderer Grenzabschnitt der knapp 26 km langen Gemarkungsgrenze erwandert wird. Ein Treffen mit den sieben Grenznachbarn in gemütlicher Atmosphäre und der Austausch von kleinen Mitbringsel darf dabei selbstverständlich nicht fehlen.

### Osnabrück

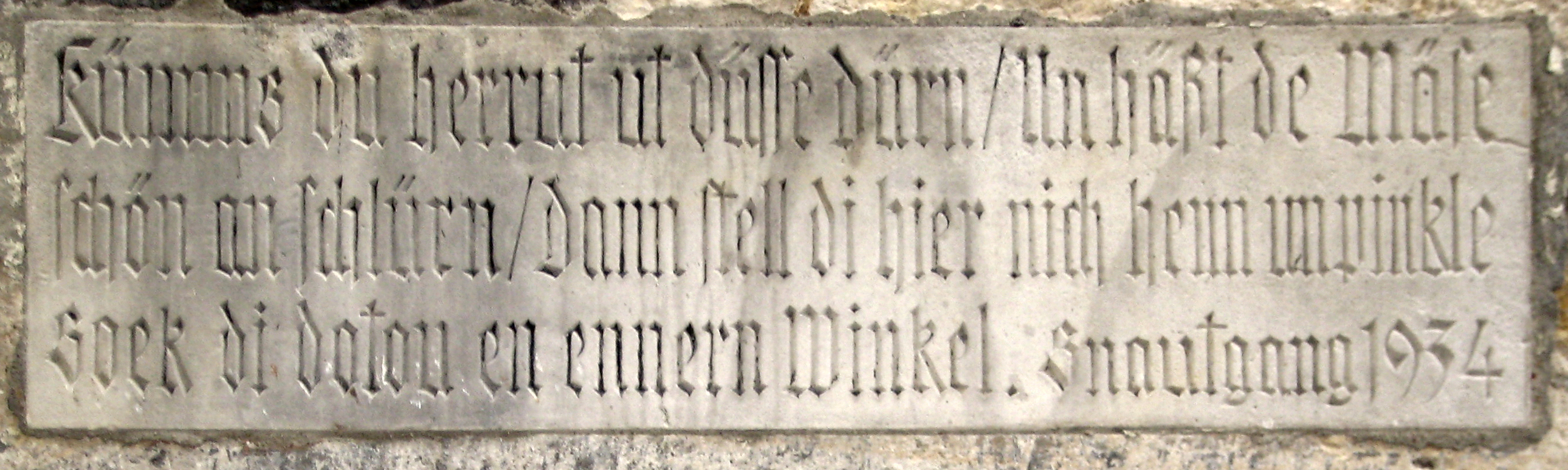
Schnatgangstein am Hotel Walhalla in Osnabrück

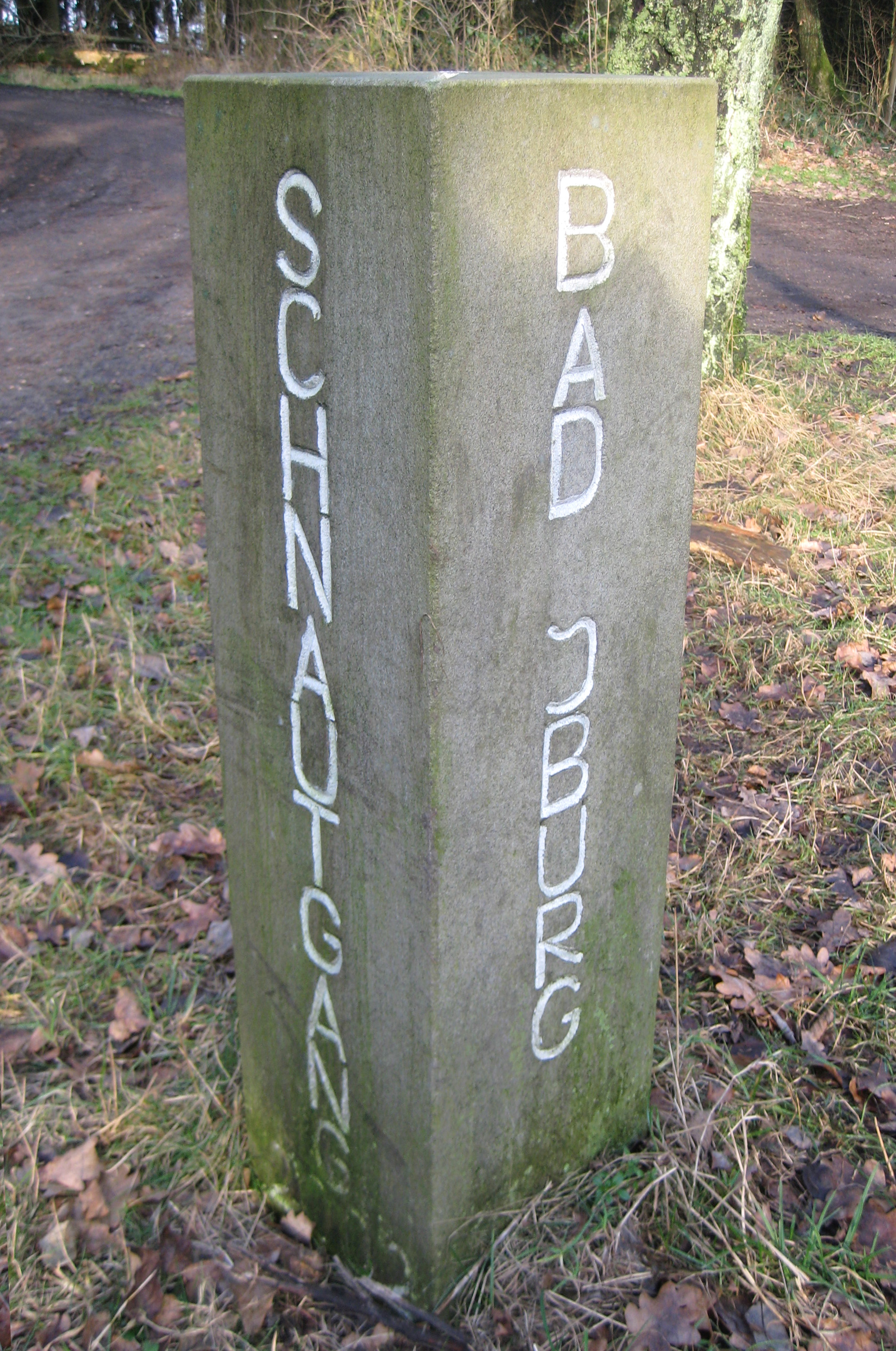
Bad Iburger Schnautgangsstein am Dörenberg von 2002

In der niedersächsischen Stadt Osnabrück richtet die seit 1560 belegte Heger Laischaft alle sieben Jahre den Osnabrücker Schnatgang aus. Er wurde im 19. Jahrhundert zu einem Traditionsfest. Die Teilnehmer begrüßen sich bis heute mit „Olle use“ (Alles unseres). „Olle use“ ist auch der Name einer Traditionskneipe am Hegertor. Die von den Bürgern der Laischaft gemeinsam bewirtschafteten Wälder lagen außerhalb der Stadtgrenze vor dem Hegertor.
Über einem Nebeneingang des Hotels Walhalla in der Osnabrücker Altstadt, einem Fachwerkgebäude im Stil eines Ackerbürgerhauses von 1690 in unmittelbarer Nähe des Rathauses, wurde zur Erinnerung an den Schnatgang 1934 ein Gedenkstein angebracht. Er trägt die Inschrift Küms du herrut ut düsse dürn/Un häßt de Mäse schön an schlürn/dann stell di hier nich hin un pinkle/sock di datou en ennern Winkel. Snautgang 1934.

### Bad Iburg
Die Tradition des Schnatgangs wurde in der niedersächsischen Stadt Bad Iburg südlich von Osnabrück wiederbelebt. An den Schnatgang 2002 erinnert ein Gedenkstein auf dem Karlsplatz des Dörenbergs mit der Inschrift Schnautgang 2002 Bad Iburg.

### Hattingen/Ruhr
Aus dem Jahre 1806 ist der letzte Schnadegang in Hattingen überliefert, der um die Feldmark führte. Erst am 13. April 2014 starten der Heimatverein Hattingen/Ruhr und der SGV, Abteilung Hattingen den ersten Hattinger Schnadegang der Neuzeit, der in insgesamt fünf Etappen die Hattinger Stadtgrenze erkunden ließ.

### Rothe
In dem ostwestfälischen Dorf Rothe findet jedes Jahr am christlichen Feiertag Christi Himmelfahrt, der zugleich als Vatertag gefeiert wird, ein Schnatgang statt. Unter zahlreicher Beteiligung werden die Grenzen und Grenzsteine während einer Wanderung besichtigt und begutachtet.